# والتر ريتشاردسون
والتر ريتشاردسون (بالإنجليزية: Walter Richardson)‏ (24 أكتوبر 1876 في أستراليا - 30 مايو 1962 في أستراليا) هو لاعب كريكت أسترالي. لعب مع فريق تسمانيا للكريكت.

## وصلات خارجية
- والتر ريتشاردسون على موقع إي آس بي آن كريك إنفو (الإنجليزية)